# 人民联盟 (斯里兰卡)
人民联盟（缩写为PA）是斯里兰卡的一个政党联盟，由总统钱德里卡·班达拉奈克·库马拉通加及其领导的斯里兰卡自由党于1994年创建。2004年，该联盟解散，取而代之的是统一人民自由联盟。2024年，前总统库马拉通加提议重建该联盟；2025年，该联盟重建，并参加2025年斯里兰卡地方选举。